# 沢谷村 (徳島県)
沢谷村（さわだにそん）は、徳島県那賀郡にあった村。現在の那賀町の北西部、坂州木頭川の上流域にあたる。

## 地理
- 山岳 ： 高丸山、雲早山、高城山、天神丸、一ノ森、剣山、西山、折宇谷山、権田山、勘場山、平家平、六郎山、しがきの丸、西三子山
- 河川 ： 坂州木頭川、沢谷川

## 歴史
- 1889年（明治22年）10月1日 - 町村制の施行により、那賀郡沢谷村、岩倉村、川成村、小畠村、横谷村、掛盤村、高野村、小泉村、寺内村の区域をもって発足。
- 1955年（昭和30年）4月10日 - 坂州村と合併して木沢村が発足。同日沢谷村廃止。